# Cornelio Saavedra
Cornelio Saavedra is een provincie in het departement Potosí in Bolivia. De provincie is vernoemd naar Cornelio Judas Tadeo Saavedra Rodríguez (1759-1829), geboren in deze regio. Saavedra was een militair en staatsman die deelnam aan de mei-revolutie welke de eerste stap was naar onafhankelijkheid van Argentinië.

## Geografie
De provincie Cornelio Saavedra is een van de zestien provincies in het departement. Het ligt tussen 18° 57' en 19° 44' zuiderbreedte en tussen 64° 48' en 65° 39' westerlengte. Het heeft een oppervlakte van 2375 km², iets kleiner dan de provincie Overijssel. Cornelio Saavedra grenst aan het departement Chuquisaca in het noordoosten en aan de provincies Chayanta in het noorden, Tomás Frías in het westen en José María Linares in het zuiden en zuidoosten. De provincie is ongeveer 95 km van oost naar west en 105 km van noord naar zuid.

## Demografie
Belangrijkste taal in het gebied is met 78% Quechua. Volgens volkstellingen is het aantal inwoners toegenomen van 52.659 in 1992 naar 58.706 in 2001, een stijging van 11,5%. Hoofdstad van de provincie is Betanzos met 5021 inwoners (2006).
80% van de bevolking heeft geen toegang tot elektriciteit, 94% leeft zonder sanitaire voorzieningen. 69% werkt in de landbouw, 1% in de mijnbouw, 10% in de industrie en 20% in de dienstverlening. 89% van de bevolking is katholiek en 8% evangelicaal.

## Bestuurlijke indeling
Cornelio Saavedra is verdeeld in drie gemeenten:
- Betanzos
- Chaquí
- Tacobamba

Alonso de Ibáñez · 
Antonio Quijarro · 
Bernardino Bilbao · 
Charcas · 
Chayanta · 
Cornelio Saavedra · 
Daniel Campos · 
Enrique Baldivieso · 
José María Linares · 
Modesto Omiste · 
Nor Chichas · 
Nor Lípez · 
Rafael Bustillo · 
Sud Chichas · 
Sud Lípez · 
Tomás Frías